# لا لوتشادورا
لا لوتشادورا هي شخصية مصارعة محترفة ظهرت في دبليو دبليو إي بين ديسمبر 2016 ويناير 2017. إنها تقوم على أنثى لوتشادور مكسيكية. تم لعب دور لا لوتشادورا في الأصل من قبل المصارِعة المحترفة بيكي لينش، كما لعب دورها ثلاثة مصارعات أخريات هن: أليكسا بليس، وميكي جيمس، وديونا بورازو.

## تاريخ الشخصية

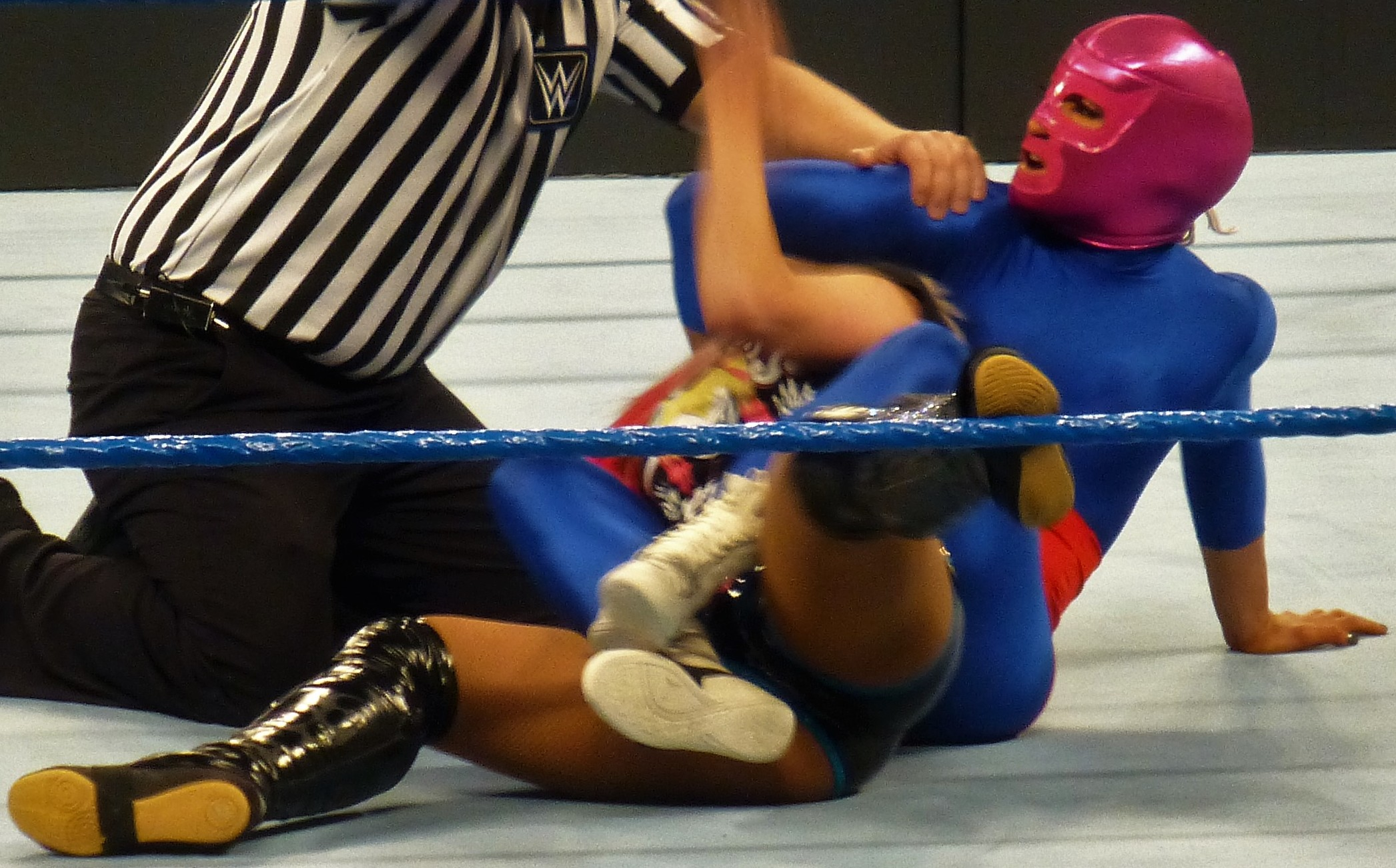
لا لوتشادورا يصارع أليكسا بليس في ديسمبر 2016

في حلقة 20 ديسمبر 2016 من سماكداون لايف، تم تقديم شخصية لا لوتشادورا خلال مباراة ضد بطلة النساء سماكداون أليكسا بليس حيث فازت على بليس. بعد المباراة، تم الكشف عن أن بيكي لينش لعبت دور شخصية لا لوتشادورا. في حلقة 27 ديسمبر من سماكداون لايف، عادت لا لوتشادورا، وهذه المرة لعبت دورها المصارِعة المستقلة ديونا بورازو كشخصية شريرة خلال مباراة لبطولة النساء سماكداون بين بليس ولينش عندما شتت لينش وهاجمتها، حيث كلفتها بذلك المباراة.

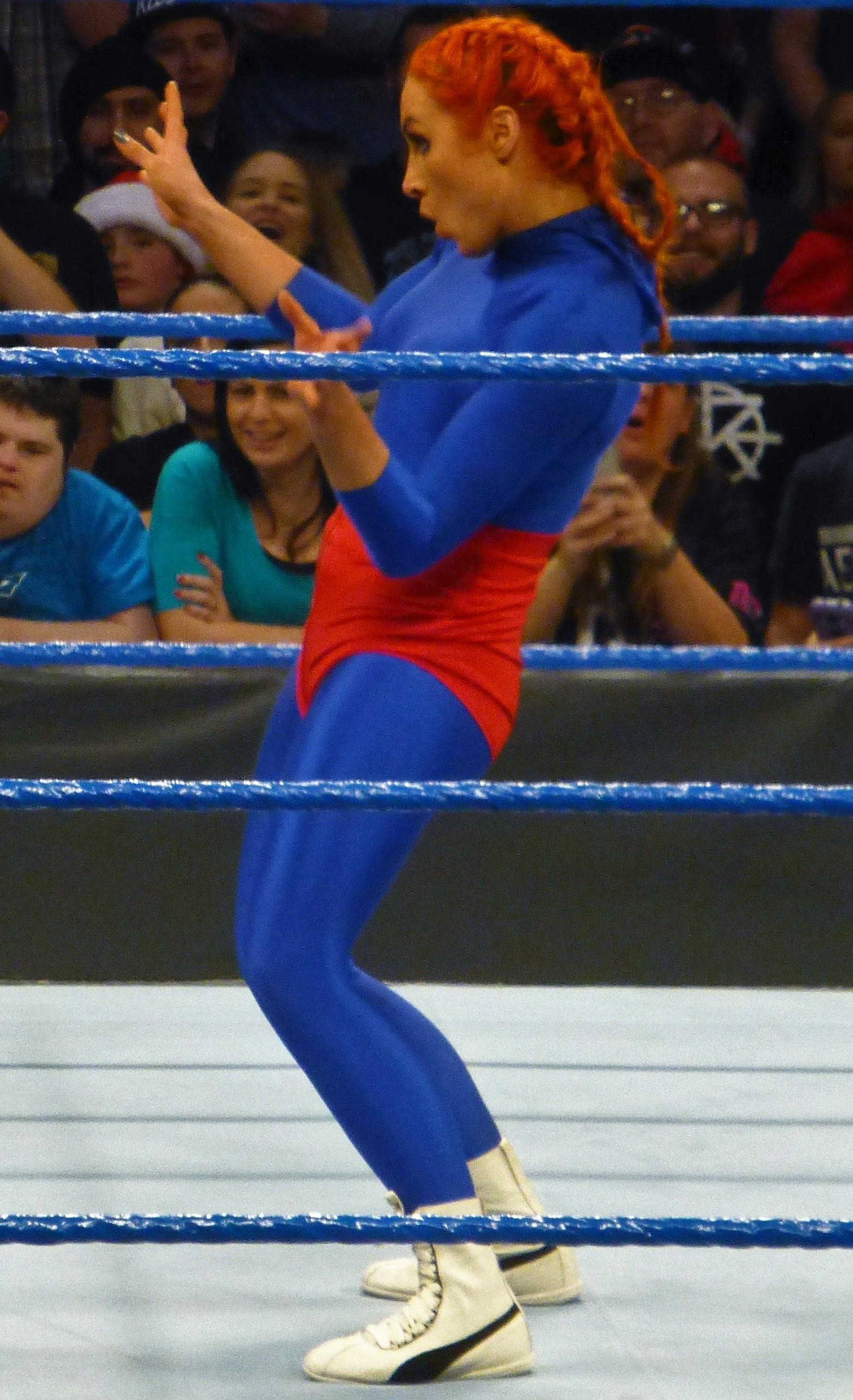
بيكي لينش تحت شخصية «لا لوتشادورا» في ديسمبر 2016

في حلقة 3 يناير 2017 من سماكداون لايف، فازت لينش على لا لوتشادورا في مباراة فردية. بعد المباراة، تم كشف قناع الشخصية وتم الكشف عن أن بليس لعبت دور الشخصية خلال المباراة قبل أن تظهر الشريرة ديونا بورازو كأنها لا لوتشادورا ثانية وهاجمت لينش بمساعدة بليس. في حلقة 17 يناير من سماكداون لايف، عادت لا لوتشادورا الشريرة خلال مباراة قفص فولاذي لبطولة النساء سماكداون بين بليس ولينش، حيث شتت مرة أخرى انتباه لينش وهاجمتها، مما أدى إلى احتفاظ بليس بالبطولة. بعد المباراة، تم الكشف أن ميكي جيمس العائدة كانت تلعب دور شخصية لا لوتشادورا وتحالفت رسميًا مع بليس، مما جعل هذا آخر ظهور لشخصية لا لوتشادورا.

## لاعبات الدور
- بيكي لينش - اللاعبة الأصلية للا لوتشادورا.[1]
- ديونا بورازو - لعبت دور لا لوتشادورا كشريرة وهاجمت بيكي لينش في حلقة 27 ديسمبر 2016 من سماكداون لايف.[بحاجة لمصدر]
- أليكسا بليس - صارعت بشخصية لا لوتشادورا في حلقة 3 يناير 2017 من سماكداون لايف، وخسرت أمام بيكي لينش.[4]
- ميكي جيمس - تم الكشف أنها المهاجمة تحت شخصية لا لوتشادورا.[7]